# 多伊爾鎮區 (愛荷華州克拉克縣)
多伊爾鎮區（英語：Doyle Township）是位於美國愛荷華州克拉克縣的一個行政鎮區。

## 地方資料
根據2010年美國人口普查的數據，多伊爾鎮區的面積為93.37平方千米，當中陸地面積為93.33平方千米，而水域面積為0.04平方千米。當地共有人口200人，而人口密度為每平方千米2.14人。